# Agnorisma
Agnorisma là một chi bướm đêm thuộc họ Noctuidae. Chi này trước đây bao gồm cả chi Xestia.

## Các loài
- Agnorisma badinodis (trước đây gọi là Xestia badinodis)
- Agnorisma bollii (trước đây gọi là Xestia bollii)
- Agnorisma bugrai (trước đây gọi là Xestia collaris)